# Microsoft Web Platform Installer
Microsoft Web Platform Installer (WPI) is een eenvoudige en gratis tool voor Windows XP en hoger die de installatie van het volledige Microsoft Web Platform automatiseert. Deze bestaat uit onder meer uit IIS, Visual Web Developer 2008 Express Edition, SQL Server 2008 Express Edition, Microsoft .NET Framework, Silverlight Tools for Visual Studio en PHP.
Er is ook een mogelijkheid om software van derden te installeren, waaronder Wordpress, Umbraco, Drupal en Joomla!.
De installatieopties van WPI worden dynamisch opgehaald van de Microsoftservers, zodat deze bijgewerkt worden zonder dat er nieuwe versies van WPI gedownload moeten worden.